# Góliát-fólia
A Góliát-fólia az Üzenet a jövőből – A Mézga család különös kalandjai című magyar rajzfilmsorozat tizedik része, a sorozat epizódjaként a Mézga család tizedik része.

## Cselekmény
Mézgáék kilátogatnak a telkükre, ami rémes állapotban van. Géza már korábban felszedte a kerítést, hogy szőlőkarókat csináljon belőle, ráadásul a tolvajok is rájártak a cseresznyéjükre, ami azonban annyira kukacos volt, hogy inkább otthagyták és egy cetlin üzentek nekik. Miután Máris szomszéd is kritizálja a kukacosságot, Géza úgy dönt, hogy valamilyen féregirtót kér MZ/X-től, aki azonban ehelyett egy különleges eszközt, úgynevezett góliát fóliát küldött nekik. A fólia megvédi a növényeket a külső behatásoktól, ráadásul mesterséges melegházi viszonyokat teremt, mint egy óriási búra, ami a telek fölé telepedik.
Két héttel később Mézgáék ismét ellátogatnak a telekre, ahol a növekedésserkentő aktiválását követően hatalmas méretűre nőttek a termések. Mikor nekilátnának a szüretnek, döbbenten látják, hogy a fólia alatt maradt állatok is óriásiak lettek. Előbb egy csapat óriásrigóval kell megküzdeniük, majd a sáskák kezdik el felfalni a kosarakat. Egy dinnye meglékelését követően mindannyiukat beteríti a lé, egy alma pedig Máris szomszédra zuhan. Amikor aztán kiderül, hogy a cseresznye kukacai is óriásiakra nőttek, kitör a pánik. A helybeli kertgazdák, amikor azt látják, hogy óriási hernyók legelik le a fáikat, kapára-kaszára kelnek, és elzavarják Mézgáékat.

## Alkotók
- Rendezte: Nepp József
- Írta: Nepp József, Romhányi József
- Zenéjét szerezte: Deák Tamás
- Operatőr: Bacsó Zoltán
- Hangmérnök: Horváth Domonkos
- Vágó: Czipauer János
- Tervezte: Vásárhelyi Magda
- Háttér: Szoboszlay Péter
- Rajzolták: Görgényi Erzsébet, Kaim Miklós
- Animációs munkatárs: Gémes József
- Munkatársak: Ács Karola, Csonkaréti Károly, Hódy Béláné, Kiss Lajos, Kökény Anikó, Lőrincz Árpád, Paál Klára, Stadler János, Szabó Judit, Szántai Lajosné, Tormási Gizella, Zoltán Annamária
- Színes technika: Boros Magda, Dobrányi Géza, Fülöp Géza, Kun Irén
- Tanácsadók: Gáll István, Székely Sándorné
- Gyártásvezető: Kunz Román

Készítette a Magyar Televízió megbízásából a Pannónia Filmstúdió

## Szereplők
- Mézga Géza: Harkányi Endre
- Mézgáné Rezovits Paula: Győri Ilona
- Mézga Kriszta: Földessy Margit
- Mézga Aladár: Némethy Attila
- Dr. Máris Ottokár: Tomanek Nándor
- MZ/X: Somogyvári Rudolf
- Öreg: Farkas Antal
- Kálmánné: Surányi Imre
- Kálmán: Gyenge Árpád